# 小睾棘口吸虫
小睾棘口吸虫（学名：Echinostoma nordinana）为棘口科棘口属的动物。分布于俄罗斯、波兰以及中国大陆的福建、江西等地，营寄生生活，宿主赤颈鸭（苏联）、家鸭（福建）、鹅、松鸡（苏联）、红咀鸥（苏联）等以及寄生于肠。

## 外部連結
- 寄生蟲學-Nematoda(線蟲)-Echinostoma spp.(棘口吸蟲) （页面存档备份，存于）